# Купшень (комуна)
Купшень, Купшені (рум. Cupșeni) — комуна у повіті Марамуреш в Румунії. До складу комуни входять такі села (дані про населення за 2002 рік):
- Костень (474 особи)
- Купшень (829 осіб) — адміністративний центр комуни
- Ліботін (1136 осіб)
- Унгурень (1339 осіб)

Комуна розташована на відстані 383 км на північний захід від Бухареста, 29 км на південний схід від Бая-Маре, 88 км на північ від Клуж-Напоки.

## Населення
За даними перепису населення 2002 року у комуні проживали 3778 осіб, усі — румуни. Усі жителі комуни рідною мовою назвали румунську.
Склад населення комуни за віросповіданням:
| Релігія        | Кількість осіб | Відсоток |
| -------------- | -------------- | -------- |
| православні    | 3743           | 99,1%    |
| греко-католики | 31             | 0,8%     |
| п'ятдесятники  | 2              | 0,1%     |